# Světový pohár v biatlonu 2023/2024 – Holmenkollen
7. podnik Světového poháru v biatlonu v sezóně 2023/2024 probíhal od 29. února do 3. března 2024 na biatlonovém stadionu Holmenkollen v norském Oslu. Na programu podniku byly vytrvalostní závody, závody s hromadným startem a smíšené štafety včetně smíšeného závodu dvojic.
V Oslu se naposledy závodilo v březnu 2023.

## Program závodů
Oficiální program: 
| Datum     | Disciplína                       | Začátek (SEČ) | Počet závodníků |
| --------- | -------------------------------- | ------------- | --------------- |
| 1. března | Vytrvalostní závod (ženy)        | 13:00         | 84              |
| 1. března | Vytrvalostní závod (muži)        | 15:45         | 93              |
| 2. března | Závod s hromadným startem (ženy) | 13:20         | 30              |
| 2. března | Závod s hromadným startem (muži) | 15:20         | 30              |
| 3. března | Smíšený závod dvojic             | 12:45         | 23 týmů         |
| 3. března | Smíšená štafeta                  | 14:45         | 23 týmů         |

Vysvětlivky
1. ↑  Závod se měl uskutečnit ve čtvrtek 29. února, ale kvůli husté mlze byl o den odložen.'"`UNIQ--ref-00000004-QINU`"'

## Průběh závodů

### Český tým
Český tým startoval v Norsku ve stejném složení jako na Mistrovství světa v Novém Městě, pouze Jakuba Štvrteckého, který po mistrovství prodělal lehkou virózu, nahradil Mikuláš Karlík. Tým žen závodil jen ve čtyřech, když se Kristýna Otcovská vrátila do soutěží v IBU Cupu.

### Vytrvalostní závody
V závodě žen startovala mezi prvními Norka Ingrid Landmark Tandrevoldová. Běžela rychle a čistě střílela, a tak se po druhé střelbě udržovala na čele průběžného pořadí. O tři vteřiny ji pak předstihla Francouzka Justine Braisazová-Bouchetová, která však při dalších střelbách nezasáhla tři terče a přes celkově nejrychlejší běh dojela sedmá. Tandrevoldová udělala při poslední střelbě vstoje jednu chybu, přesto se stále s velkým náskokem držela v čele závodu a do cíle dojela průběžně první. Za ní se zařadila její krajanka Ida Lienová, která celkově udělala také jen jednu střeleckou chybu. Rychleji něž obě dvě pak běžela Švédka Elvira Öbergová. Při prvních dvou střelbách nezasáhla vždy po jednom terči, pak však střílela čistě a do posledního kola odjížděla třetí se ztrátou přes půl minuty na Tandrevoldovou a necelé čtyři vteřiny na Lienovou. V závěru posledního kola se dostala před ní a vybojovala tak stříbrnou medaili. Pro Lienovou bylo třetí místo jejím prvním umístěním na stupních vítězů v kariéře. Čtvrtá skončila Italka Lisa Vittozziová, pro kterou toto umístění znamenalo obhajobu malého křišťálového glóbu za vytrvalostní závody a celkově již třetí prvenství v hodnocení této disciplíny. Dosud vedoucí Švýcarka Lena Häckiová-Großová nezasáhla celkem čtyři terče a dojela až na 36. místě.

Českým reprezentantkám se celkově v tomto závodě dařilo: Markéta Davidová se po první střelbě zařadila na třetí místo, ale pak nezasáhla tři terče a skončila desátá. Lepší byla Tereza Voborníková, která minula jen jednou při první střelbě vstoje. Pak se zlepšovala a do posledního kola vyjížděla na čtvrtém místě. To však jela pomaleji než Vittozziová, a proto skončila pátá. Toto umístění však pro ní znamenalo nejlepší výsledek v její kariéře. „Jsem za to strašně ráda. Letos se mi žádný individuál nepovedl, takže jsem si dneska řekla, že se s tím nebudu crcat, nebudu nic vyměřovat a že to dopadne, jak to dopadne,“ popsala to v cíli. Jessica Jislová také udělala jen jednu střeleckou chybu, ale běžela pomaleji a dojela vteřinu za Davidovou na 11. pozici. Lucie Charvátová se čtyřmi nezasaženými terči skončila na 45. místě.
Oproti závodu žen se v závodu mužů měnilo průběžné pořadí velmi často. Zpočátku byl v čele Nor Tarjei Bø. Jeho bratr Johannes Thingnes Bø nezasáhl při druhé i třetí střelbě jeden terč. Nejrychlejším během se posouval dopředu, ale dostávali se před něj čistě střílející soupeři: nejprve Lotyš Andrejs Rastorgujevs, pak Francouz Éric Perrot a další Norové Sturla Holm Laegreid a Vetle Sjåstad Christiansen. Tarjei Bø při poslední střelbě jednou chyboval a  stejně se dařilo i Rastorgujevsovi, Perrotovi a Christiansenovi. Jen Laegreid zastřílel i poslední položku čistě a odjížděl do posledního kola s téměř minutovým náskokem. Ten sice ztrácel, ale první místo udržel a zvítězil o téměř půl minuty. Rastorgujevs měl už větší ztrátu (nakonec dojel šestý), ale Perrot vyjížděl do posledního kola jen pět vteřin za Tarjeim Bø. V něm však jel pomaleji – rychlejší byl Christiansen, který tak vybojoval bronzovou medaili necelou vteřinu před Francouzem. Johannes Bø skončil pátý, ale tato pozice mu stačila k zisku křišťálového glóbu za vytrvalostní závody.

Českým biatlonistům závod oproti biatlonistkám nevyšel. Jedinou výjimkou byl Michal Krčmář, který chyboval jen jednou při třetí střelbě a nakonec skončil na 15. pozici. Ostatní nebodovali: nejlépe z nich dojel s pěti střeleckými chybami Tomáš Mikyska na 57. místě. Vítězslav Hornig skončili o deset pozic za ním; Mikuláš Karlík a Jonáš Mareček pak obsadili 78. a 79. místo.

### Závody s hromadným startem
Závod žen se jel za deště a měnícího se větru, proto se na střelnici více chybovalo. První střelbu zvládla Markéta Davidová čistě, vyjížděla po ní na čtvrtém místě a rychlým během se dostala na první místo. Při druhé střelbě se více chybovalo; Davidová zde nezasáhla jeden terč, ale rychle se opět dostala do čela závodu. Pro vývoj závodu byla důležitá třetí střelba: zde vál ještě prudší vítr a všech osm závodnic ve vedoucí skupině chybovalo, některé – mezi nimi i Davidová – třikrát. Do čela se proto dostala z další skupiny, která už měla příznivější podmínky, Francouzka Sophie Chauveauová následovaná Švýcarkou Lenaou Häckiovou-Großovou a další Francouzkou Julií Simonovou. Davidová odjížděla na 16. pozici, ale před ní se na desáté místo posunula díky dobré střelbě Tereza Voborníková. Na poslední střeleckou položku přijíždělo osm závodnic v rozmezí osmi vteřin. Z nich jediná Häckiová-Großová střílela bezchybně, a vyjížděla tak do posledního kola z náskokem 20 vteřin na Simonovou. Obě si svůj odstup udržovaly a v tomto pořadí také dojely do cíle. O třetí místo se však bojovalo: brzy se na ně posunula Norka Ingrid Landmark Tandrevoldová, ale držela se jí Francouzka Lou Jeanmonnotová, která ji v posledním stoupání na stadionu předjela a vybojovala bronzovou medaili.

Voborníková při při poslední střelbě nechybovala a posunula se na sedmou pozici, ale na trati ji pak předjela Chauveauová a česká reprezentantka, která jako jediná zvládla závod jen s jednou střeleckou chybou, skončila osmá. „Dneska to bylo takové všelijaké. Celý závod jsem jen myslela na to, že mi je strašná zima, ale mně se většinou střílí líp, když ty prsty necítím... Já to tady mám dneska zase ještě o kus víc ráda,“ řekla pak reportérovi České televize. Davidová s celkem pěti nezasaženými terči dojela na 12. místě. Nedařilo se Jessice Jislové, která běžela pomaleji a po čtyřech chybách na střelnici skončila 27. v cíli.
Také závod mužů ovlivnil déšť a měnící se vítr. Po druhé střelbě jel v čele Švéd Sebastian Samuelsson, kterého po další střelbě vystřídali Nor Tarjei Bø a Němec Benedikt Doll. Všichni však při poslední střelbě chybovali (Samuelsson dokonce třikrát), a tak se do čela dostal další Nor Sturla Holm Laegreid následovaný jediným bezchybným střelcem závodu, Němcem Justusem Strelowem. Toho však brzy předjeli Doll a Švéd Jesper Nelin. Laegreid si stále udržoval asi sedmivteřinový náskok a stejný měl v první polovině kola i Nelin před Dollem. Němec se pak Švédovi přibližoval, před stadionem jej dojel a vybojoval tak za vítězným Laegreidem stříbrnou medaili. Pro Nelina však třetí místo znamenalo první individuální stupně vítězů v jeho biatlonové kariéře. Překvapením byl výkon vedoucího muže světového poháru, Johannese Thingnese Bø, který nezasáhl celkem šest terčů, z toho tři hned na první položce, a i přes nejrychlejší běh dojel na 13. místě.

Z českých biatlonistů postoupil od závodu jen Michal Krčmář. I když vzhledem k ostatním dobře střílel – udělal jen dvě chyby při třetí střelbě – jel pomalu a skončil na 23. místě.

### Závod smíšených dvojic
Závod byl velmi dramatický a o vítězi musela rozhodnout cílová fotografie. Od prvního kola jeli ve vedoucí skupině Norové, kteří si po čtvrté střelbě vypracovali sedmivteřinový náskok, který ještě zvyšovali. Po šesté střelbě však musela Juni Arnekleivová na trestné kolo a do čela se dostala finská štafeta. Za ní však jel Otto Invenius pomaleji, a tak na předposlední střelbu přijížděl společně s Norem Vetle Sjåstad Christiansenem a Švédem Sebastianem Samuelssonem. Švéd střílel o trochu rychleji, a tak po poslední střelbě, kde všichni tři jednou chybovali, odjížděl do posledního kola s náskok čtyř vteřin. Ten se sice snižoval, ale ještě před krátkým sjezdem do cíle si jej držel. Přesto dokázal Christiansen především v poslední části cílové roviny zrychlit, v cíli předsunout nohu více než Samuelson a o jednu desetinu sekundy zvítězit. Třetí dojeli Finové, pro něž to byla vůbec první medaile v tomto typu závodu.

Česká štafeta se zpočátku držela kolem desátého místa, když Jessica Jislová dosahovala jen průměrného běhu, musela dvakrát dobíjet a těsně před předávkou upadla. Jonáš Mareček pak běžel ještě pomaleji a po střelbě vstoje musel na trestné kolo. Předával třináctý. V druhé polovině závodu se však oba zlepšili –  Jislová střílela bezchybně a Mareček dobíjel dvakrát – a tak se posunuli na osmé místo. V posledním kole však Marečka předjel Rakušan David Komatz a Češi skončili devátí.

### Smíšená štafeta
V závodě se hned po první střelbě dostala do čela s malým náskokem zásluhou Julie Simonové Francie. Nejblíže za ní jelo Norsko, ale Ingrid Landmark Tandrevoldová musel po střelbě vstoje na trestné kolo, a tak Francie předávala do druhého úseku s více než půlminutovým náskokem. Během něj se pořadí měnilo, ale na čele byla stále Francie před Švédskem. Na druhé místo se pak zásluhou Lukase Hofera posunula Itálie. Před poslední střelbou dokonce Tommaso Giacomel dojel Quentina Fillona Mailleta, ale zasáhl i s náhradními náboji jen tři terče, musel dvě na trestná kola, a tak francouzská štafeta s náskokem zvítězila. Na začátku posledního kola se za Francií vytvořila čtyřčlenná skupina, v níž kromě Giacomela byl i Švéd Martin Ponsiluoma, Nor Johannes Thingnes Bø a Němec Philipp Nawrath. Ten z boje o stříbrnou medaili po chvíli odpadl a stejně tak po posledním mezičasu i Giacomel. Při příjezdem na stadion vedl zbylou dvojici Johannes B., ale Ponsiluoma jej brzy předjel a dojel si pro stříbrnou medaili. Závod byl i vinou silnějšího deště náročný – 13 štafet z 23 startujících jej nedokončilo proto, že byly předjety vedoucí Francií.

Terezu Voborníkovou za začátku prvního kola zpomalil pád Mony Brorsonové, která jela před ní. Především díky dobrému běhu však předávala na 7. pozici. Markéta Davidová pak posunula českou štafetu o jedno místo přesto, že po střelbě vstoje jela jedno trestné kolo. Michal Krčmář po ní tuto pozici držel a stejně tak i Tomáš Mikyska; ten ale musel při poslední střelbě dvakrát dobíjet a dostal se před něj bezchybně střílející Slovinec Jakov Fak. Český tým tak dojel sedmý, což bylo nejhorší umístění smíšené štafety v tomto ročníku světového poháru.

## Umístění na stupních vítězů

### Muži
| Disciplína                        | První místo          | Výkon             | Druhé místo   | Výkon             | Třetí místo                | Výkon             |
| Vytrvalostní závod (20 km)        | Sturla Holm Laegreid | 49:31,0 (0+0+0+0) | Tarjei Bø     | 49:59,5 (0+0+0+1) | Vetle Sjåstad Christiansen | 50:36,6 (0+0+0+1) |
| Závod s hromadným startem (15 km) | Sturla Holm Laegreid | 37:52,0 (1+0+0+0) | Benedikt Doll | 37:58,4 (0+0+0+2) | Jesper Nelin               | 38:01,9 (0+1+0+0) |

### Ženy
| Disciplína                          | První místo                   | Výkon             | Druhé místo     | Výkon             | Třetí místo       | Výkon             |
| Vytrvalostní závod (15 km)          | Ingrid Landmark Tandrevoldová | 44:13,1 (0+0+0+1) | Elvira Öbergová | 44:41,9 (1+1+0+0) | Ida Lienová       | 44:45,1 (0+1+0+0) |
| Závod s hromadným startem (12,5 km) | Lena Häckiová-Großová         | 35:46,6 (1+1+0+0) | Julia Simonová  | 36:03,1 (1+1+1+1) | Lou Jeanmonnotová | 36:08,6 (0+2+0+1) |

### Smíšené štafety
| Disciplína                        | 1. místo                                                                      | Výkon                                         | 2. místo                                                               | Výkon                                                     | 3. místo                                                                       | Výkon                                                     |
| Smíšená štafeta (4×6 km)          | FrancieJulia Simonová Sophie Chauveauová Fabien Claude Quentin Fillon Maillet | 1:03:48,6 (0+0) (0+0) (0+1) (0+0) (0+1) (0+2) | ŠvédskoMona Brorssonová Elvira Öbergová Jesper Nelin Martin Ponsiluoma | 1:04:48,6 (0+0) (0+1) (0+2) (0+1) (0+0) (0+1) (0+0) (0+3) | NorskoIngrid Landmark Tandrevoldová Ida Lienová Tarjei Bø Johannes Thingnes Bø | 1:03:48,6 (0+0) (1+3) (0+0) (0+3) (0+0) (0+0) (0+1) (0+3) |
| Smíšený závod dvojic (6 + 7,5 km) | NorskoJuni Arnekleivová Vetle Sjåstad Christiansen                            | 38:43,6 (0+1) (1+4) (0+2) (0+1)               | ŠvédskoAnna Magnussonová Sebastian Samuelsson                          | 38:43,7 (0+1) (0+0) (0+3) (0+3)                           | FinskoSuvi Minkkinenová Otto Invenius                                          | 39:19,5 (0+1) (0+1) (0+2) (0+2)                           |